# 가변속 구동기

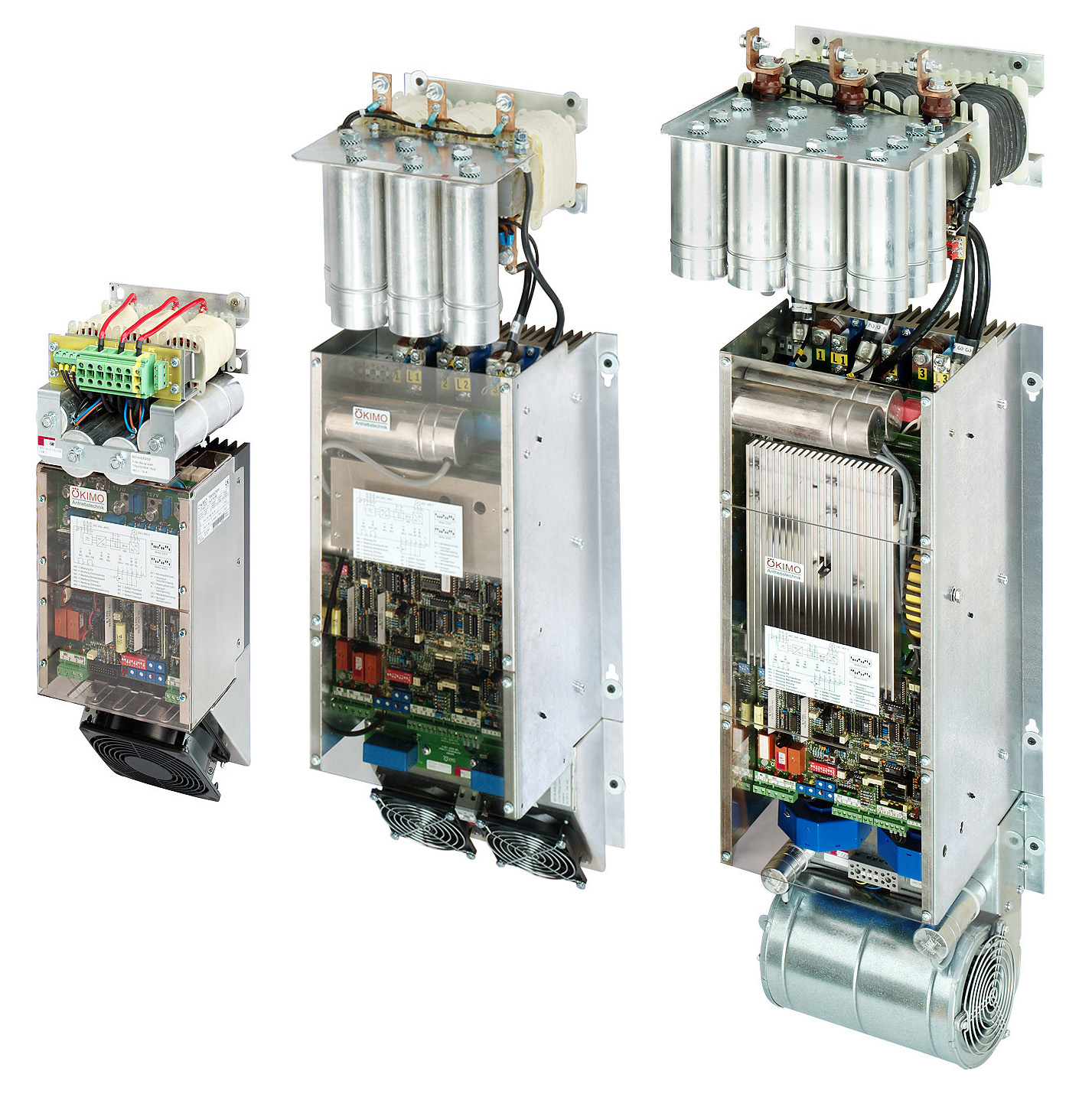

가변속 구동기(ASD) 또는 가변속 드라이브(VSD)는 기계의 속도를 제어하는데 사용되는 장비를 설명한다. 여기에서 공정 조건은 흐름 제어를 위한 다른 기술과 비교하여 에너지를 절약할 수 있는 드라이브의 속도 변화, 펌프나 팬으로부터 흐름의 조정을 요구한다.

## 속도 조절 드라이브를 사용하는 이유
공정 제어 및 에너지 절약은 가변속 구동기를 사용하는 2가지 주요 이유이다. 역사적으로, 가변속 구동기는 공정 제어를 위해 개발되었으나, 에너지 절약은 동등하게 중요한 목표로 떠오르고 있다. 가변속 구동기의 동작은 종종 다른 고정 속도 모드에 비해 더 매끄러운 동작을 제공할 수 있다.

## 참조
- Spitzer, David W. (1990년). 《가변속 구동기》. Instrument Society of America. ISBN 1-55617-242-7.